# My Spanish Album
'My Spanish Album' es el sexto álbum del cantante, compositor y productor británico-gibraltareño  Albert Hammond, el primero que editó en este idioma. Realizado en 1976 para Epic Records. Coproducido por Óscar Gómez y el mismo Hammond.
Créditos:
Batería: Gerry Conway y Simon Phillips
Guitarra acústica y eléctrica: Hugh Burns
Guitarra acústica: Albert Hammond
Piano: Mike Morán y Chris Parren
Bajo: Pat Donaldson
Percusión: Tristan Fry
Steel Guitar: B.J. Cole
Guitarra española: Paco Cepero
Coros: Madelaine Bell, Liza Strike, Vicky Brown, Joanna Bell, Barry St. John, Helen Chapelle, Ritchie, Oscar y Albert.
Arreglos: Richard Hewson y Tony Hymas
Ingeniero de sonido: Mike Ross
Ayudante: Steve "Nostrols" Levine
Agradecimientos a Pam, Debbie y Paula.
Producido por Albert Hammond y Óscar Gómez.
Grabado en los estudios CBS - Londres, 1976.
Lista de canciones:
| N.º | Título                              | Escritor(es)                                      | Duración |
| --- | ----------------------------------- | ------------------------------------------------- | -------- |
| 1.  | «Ansiedad»                          | José Enrique Sarabia                              | 4:02     |
| 2.  | «Ruega por nosotros»                | Rubén Fuentes - Alberto Cervantes                 | 3:48     |
| 3.  | «Quiereme mucho»                    | Gonzalo Roig                                      | 3:55     |
| 4.  | «Yo creo en el amor»                | Paco Cepero                                       | 2:33     |
| 5.  | «Que seas feliz»                    | Consuelo Velázquez                                | 2:53     |
| 6.  | «Espérame en el cielo»              | Francisco López Vidal                             | 3:07     |
| 7.  | «Fallaste corazón»                  | Cuco Sánchez                                      | 3:25     |
| 8.  | «Nosotros»                          | Pedro Junco                                       | 4:05     |
| 9.  | «Échame a mi la culpa»              | José Ángel Espinosa                               | 2:57     |
| 10. | «Dame un beso (Si llego a besarte)» | Luís Casas Romero                                 | 4:58     |
| 11. | «Ella»                              | José Alfredo Jiménez                              | 3:00     |
| 12. | «Si me amaras»                      | Albert Hammond - Carole Bayer Sager - Óscar Gómez | 4:00     |

- Datos: Q6035038